# Rivolta di Haymarket
La rivolta di Haymarket è stata un raduno di lavoratori e attivisti anarchici che si tenne Il 4 maggio 1886 nell'omonima piazza di Chicago a sostegno dei lavoratori in sciopero. La manifestazione si concluse in tragedia: uno sconosciuto lanciò una bomba su un gruppo di agenti di polizia, uccidendone uno istantaneamente; nel caos conseguente sette agenti vennero uccisi da fuoco amico, così come molti civili. Il processo che ne seguì portò alla condanna a morte per impiccagione di otto lavoratori anarchici di origine tedesca, in seguito riconosciuti innocenti. I fatti sono tra le origini della Festa dei lavoratori, così come della nascita, nell'immaginario collettivo, della figura dell'"anarchico bombarolo". Le cause degli incidenti sono ad oggi controverse, sebbene le profonde divisioni tra gli operai e gli imprenditori nella Chicago del tardo XIX secolo siano generalmente annoverate tra le ragioni della tragedia e delle sue conseguenze.

## Sciopero alla fabbrica di mietitrici McCormick
Il 1º maggio 1886 (più tardi diventerà la Festa del lavoro), i sindacati organizzarono a Chicago uno sciopero per rivendicare la giornata lavorativa di otto ore. Le condizioni di lavoro in città erano miserabili, con molti operai impegnati nelle loro mansioni dalle dieci alle dodici ore giornaliere, sei giorni alla settimana e a volte in condizioni pericolose. Il 3 maggio gli scioperanti si incontrarono di fronte alla fabbrica di mietitrici McCormick e vennero attaccati senza preavviso dalla polizia di Chicago; l'attacco provocò due morti e molti feriti, e la notizia si diffuse rapidamente tra gli operai della città, seminando non poca indignazione.
Alcuni anarchici locali distribuirono dei volantini che invitavano gli operai ad un presidio ad Haymarket Square per protestare contro il comportamento della polizia, a loro giudizio mosso da interessi, invitando i lavoratori a chiedere giustizia. Pare che uno dei volantini invitasse esplicitamente a rispondere con le armi, ma risulta che ne furono distribuite solo poche copie.

## Il presidio di piazza Haymarket
Il presidio iniziò pacificamente sotto una leggera pioggia il pomeriggio del 4 maggio, con l'anarchico August Spies che parla alla gran folla da un carro al lato della strada. Un folto numero di poliziotti in servizio controllava il presidio dalle vicinanze, e secondo molti testimoni oculari Spies affermò di non voler fomentare nessun genere di reazione da parte degli scioperanti. La folla era così calma che il sindaco Carter Harrison (che si fermò a dare una controllata) pensò di andare a casa presto, non rilevando nulla di anomalo. Improvvisamente però la polizia ordinò alla folla di disperdersi, cominciando a marciare in formazione verso il carro degli oratori. Fu a quel punto che un piccolo ordigno fischiò sopra le teste dei passanti, atterrando vicino alla prima linea della polizia e uccidendo un poliziotto, Mathias J. Degan. A quel punto la polizia aprì il fuoco sulla folla, ferendo dozzine di persone e uccidendone undici, fra cui sette agenti colpiti dal fuoco amico; molti dei feriti ebbero paura di ricevere cure ospedaliere, temendo l'arresto.

## Processo, esecuzioni e grazie

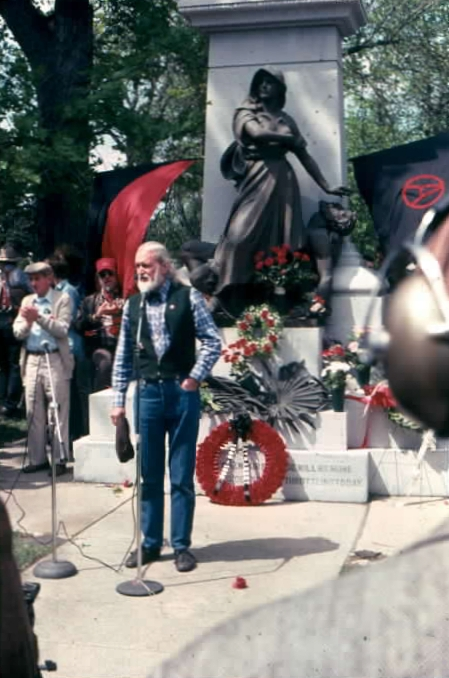
Cimitero di Waldheim, Chicago nel maggio 1986 durante le cerimonie commemorative del centesimo anniversario della Rivolta di Haymarket

Otto persone collegate direttamente o indirettamente con la protesta e i suoi organizzatori anarchici furono accusati della morte di Degan: August Spies, Albert Parsons, Adolph Fischer, George Engel, Louis Lingg, Michael Schwab, Samuel Fielden e Oscar Neebe. Cinque di loro (Spies, Fischer, Engel, Lingg e Schwab) erano immigrati tedeschi, mentre un sesto, Neebe, aveva origini tedesche. Il processo fu presieduto dal giudice Joseph Gary.
La difesa includeva Sigmund Zeisler, William Perkins Black, William Foster e Moses Salomon. Non fu portata alcuna prova del collegamento tra gli imputati e il lancio della bomba, ma venne affermato che la persona che lanciò l'ordigno sarebbe stata incitata a farlo dagli imputati, i quali di conseguenza erano da considerarsi responsabili. La giuria emise verdetti di colpevolezza per tutti e otto gli imputati, con condanna a morte per sette di loro. Neebe (che sembrava essere stato praticamente dimenticato) ricevette una condanna a 15 anni di reclusione. La notizia della sentenza si diffuse rapidamente tra i circoli operai, scatenando manifestazioni in tutto il mondo e rendendo i condannati delle personalità politiche a livello internazionale, così come degli eroi, fino ad essere definiti con il nome i Martiri di Chicago.
Alla conclusione dei processi d'appello il governatore dell'Illinois Richard James Oglesby commutò le sentenze capitali di Fielden e Schwab in ergastolo. Alla vigilia dell'esecuzione Lingg cercò di suicidarsi accendendosi un sigaro pieno di dinamite introdotto clandestinamente nella sua cella. L'esplosione gli portò via mezza faccia e, essendo sopravvissuto alla deflagrazione, dovette patire un'agonia di diverse ore prima di morire. Il giorno seguente, l'11 novembre 1887 Spies, Parsons, Fischer ed Engel vennero impiccati insieme di fronte ad alcuni spettatori; i condannati non morirono immediatamente, ma soffocarono lentamente, lasciando il pubblico visibilmente scosso. August Spies, prima di essere ucciso, pronunciò la celebre frase "verrà il giorno in cui il nostro silenzio sarà più forte delle voci che strangolate oggi".
Lingg, Spies, Fischer, Engel e Parsons vennero sepolti nel German Waldheim Cemetery di Forest Park, un sobborgo di Chicago (così come Schwab e Neebe, quando morirono). Nel 1893 venne innalzato il monumento ai martiri di Haymarket, ad opera dello scultore Albert Weinert; l'opera venne in seguito dichiarata National Historic Landmark dal Dipartimento dell'Interno degli Stati Uniti, unico monumento funerario a ricevere tale onorificenza.
Il 26 giugno 1893 il governatore dell'Illinois firmò i provvedimenti di grazia per Fielden, Neebe e Schwab, dopo aver constatato l'innocenza di tutti e otto gli imputati. Questo gesto segnò la fine della sua carriera politica.
Il comandante di polizia che aveva ordinato di disperdere la folla fu in seguito condannato per corruzione, ma per eventi slegati dalla Rivolta di Haymarket. L'attentatore non fu mai identificato, anche se alcuni anarchici indicarono privatamente di essere venuti a conoscenza della sua identità, ma di volerla tenere nascosta per evitare altra violenza e altri morti. Il processo viene spesso indicato agli studenti come uno dei più gravi casi di malagiustizia nella storia degli Stati Uniti d'America.

## Haymarket Square nei giorni successivi
Il giornalista George Frederic Parsons scrisse anni dopo un pezzo per The Atlantic Monthly, riflettendo i timori delle classi medie americane riguardo al radicalismo operaio e la convinzione che i lavoratori debbano incolpare solo se stessi per i loro problemi.
Nel 1889 venne eretta nel mezzo di Haymarket Square una statua di bronzo raffigurante un poliziotto di Chicago, ad opera dello scultore Johannes Gelert, finanziata dall'Union League Club di Chicago. Nel quarantunesimo anniversario della rivolta, il 4 maggio 1927, una macchina uscì di strada, schiantandosi sul monumento (alcune frasi del guidatore suggeriscono che il gesto fosse deliberato); si decise allora di spostare il monumento vicino al Lincoln Park. Durante i primi anni sessanta, la costruzione di una nuova strada cancellò circa metà della vecchia piazza e la statua fu ubicata nuovamente vicino al suo luogo di collocazione originario. Nell'ottobre 1969 fu danneggiata, riparata dalla città e danneggiata nuovamente un anno dopo, dai Weather Underground. Il sindaco Richard J. Daley piazzò un uomo a guardia della statua per ventiquattr'ore al giorno, per due anni, prima dell'ultimo spostamento nel giardino del quartier generale della polizia di Chicago avvenuto nel 1972. Il piedistallo della statua, ormai vuoto e segnato da graffiti, restò ad Haymarket Square per altre tre decadi, e veniva considerato come un simbolo anarchico.
Nel 1992 è stata apposta una targa vicino al luogo in cui si trovava il palco degli oratori, sulla quale è scritto: «Dieci giorni di scontri tra i lavoratori e gli industriali culminarono qui in incidenti che portarono alla tragica morte di lavoratori e poliziotti. Il 4 maggio 1886, i presenti ad un presidio operaio si raccolsero intorno all'imbocco di Crane Alley. Un contingente della polizia giunto da Des Plaines Street venne attaccato con una bomba lanciata da sud. Il processo seguente ad otto attivisti guadagnò l'attenzione mondiale del movimento operaio e diede vita alla tradizione del Primo maggio in molte città. 25 marzo 1992. Il sindaco Richard M. Daley».
Il 14 settembre 2004, dopo 118 anni di quella che fu definita da alcuni osservatori amnesia civica, Daley e alcuni leader sindacali inaugurarono un monumento ad opera di Mary Brogger, artista di Chicago: una scultura di diciannove piedi raffigurante un carro, a memoria del mezzo usato dagli operai nelle manifestazioni di Haymarket per la giornata lavorativa di otto ore. La scultura di bronzo, da posizionare al centro del proposto "Labor Park", è intesa a enfatizzare sia gli eventi di Haymarket che la libertà di parola. Il sito proposto avrebbe dovuto includere un muro commemorativo internazionale, zone culturali, ed altro, ma nel 2005 i lavori non erano ancora cominciati.

## La teoria di Messer-Kruse
Lo studioso di storia del movimento operaio, nonché docente presso la Bowling Green State University dell'Ohio, Timothy Messer-Kruse, ha analizzato per circa dieci anni le testimonianze e gli atti relativi alla vicenda di Haymarket e sostiene che il processo non fu un vero e proprio caso di malagiustizia, ma piuttosto un "suicidio giudiziario", dato che la difesa scelse di usare il processo come tribuna per l'anarchismo invece di schierare una solida difesa legale.

Nonostante la sconfitta alla corte di giustizia, gli avvocati degli anarchici si dimostrarono esperti alla corte dell'opinione pubblica e riuscirono ad influenzare il modo in cui gli storici e gli attivisti avrebbero ricordato questo evento per i 125 anni seguenti.
Il nuovo contributo di Messer-Kruse aiuta a comprendere la storia della classe operaia e il mondo durante quella che fu definita, da Mark Twain, la Gilded Age.

## Imputati
- August Spies – immigrato tedesco anarchico, impiccato
- Albert Parsons – cittadino statunitense anarchico, impiccato
- Adolph Fischer – immigrato tedesco anarchico, impiccato
- George Engel – immigrato tedesco anarchico, impiccato
- Louis Lingg – immigrato tedesco, suicidatosi con un sigaro pieno di dinamite
- Michael Schwab – immigrato tedesco, graziato nel 1893
- Samuel Fielden – immigrato inglese, graziato nel 1893
- Oscar Neebe – tedesco-americano condannato a 15 anni di reclusione, di cui 7 scontati prima della grazia nel 1893

### Immagini esterne
- Cartolina del tardo Ottocento raffigurante Haymarket Square (JPG), su patsabin.com. URL consultato il 22 gennaio 2006 (archiviato dall'url originale il 4 febbraio 2006).
- Il monumento al poliziotto nella sua collocazione originaria ad Haymarket Square (JPG), su homicide.northwestern.edu. URL consultato il 22 gennaio 2006 (archiviato dall'url originale il 4 febbraio 2006).
- Scultura di Brogger ad Haymarket, inverno 2004-05 [collegamento interrotto], su photos2.flickr.com.